# Freizügige Open-Source-Lizenz
Eine Freizügige Open-Source-Lizenz (englischer Originalbegriff Permissive licence) ist eine Open-Source-Lizenz, die eine breitere Wiederverwertung von lizenzierten Inhalten erlaubt als strenge Copyleft-Lizenzen wie die GNU General Public License (GPL). Eine solche Lizenz bietet viele derselben Eigenschaften, die auch andere Open-Source-Lizenzen bieten. Im Gegensatz zu nicht-freizügigen Lizenzen können alle Ableitungen und Kopien des Quellcodes, der unter einer solchen Lizenz steht, unter Regeln und Bedingungen veröffentlicht und verbreitet werden, die restriktiver sind oder grundlegend andere Eigenschaften haben als die der Originallizenz. Mit anderen Worten: Ableitungen von unter einer freizügigen Lizenz stehendem Quellcode müssen nicht unter derselben Lizenz veröffentlicht werden wie der Ursprungs-Quelltext, sondern dürfen beispielsweise zu proprietärer Software verarbeitet werden.
Bekannte Beispiele freizügiger Lizenzen sind die MIT-Lizenz und die BSD-Lizenz.

## Vergleich zu Gemeinfreiheit
Computer Associates Int'l v. Altai nutzten den Begriff der Gemeinfreiheit (englisch Public Domain, jegliche Urheberrechte gehen an die Allgemeinheit über), um Werke zu bezeichnen, die sehr weit, aber unter Erlaubnis verbreitet sind, im Gegenteil zu Arbeiten, die ganz bewusst als gemeinfrei bezeichnet werden. Solche Lizenzen sind eigentlich nicht äquivalent zur Gemeinfreiheit.
Freizügige Lizenzen vereinbaren oft einige begrenzte Pflichten, wie zum Beispiel, dass der Originalautor genannt werden muss (attribution). Falls ein Werk tatsächlich gemeinfrei ist, so ist dies aus rechtlicher Sicht normalerweise nicht nötig, doch die Nennung des Urhebers eines Werks wird z. B. im akademischen Bereich als ethische Pflicht betrachtet.

## GPL-Kompatibilität
Manche freizügige Lizenzen enthalten Klauseln, die den Lizenznehmer verpflichten, bei Werbung für das abgeleitete Produkt den ursprünglichen Urheber zu erwähnen. Diese Klauseln nennt man Werbeklauseln. Ein Beispiel anhand der PHP-Lizenz: Wird ein Produkt veröffentlicht, das von PHP abgeleitet wurde, so muss immer erwähnt werden, dass es von PHP abstammt, vor allem bei Werbung für dieses neue Produkt. Lizenzen mit Werbeklausel sind unter anderem die 4-klauslige BSD-Lizenz, die PHP-Lizenz und die OpenSSL-Lizenz. Diese Lizenzen sind, obwohl sie freizügige Lizenzen sind (da sie proprietär veröffentlichte Ableitungen nicht verbieten), inkompatibel mit der vielgenutzten GPL (die solche Ableitungen verbietet; Ableitungen von GPL-Werken müssen unter der GPL veröffentlicht werden).
Beispiele für freizügige Lizenzen ohne Werbeklauseln sind die MIT-Lizenz, die 3-klauslige BSD-Lizenz, die zlib-Lizenz und alle Versionen der Apache-Lizenz außer Version 1.0.
Es ist grundsätzlich nicht ausgeschlossen, permissive Lizenzen in die GPL zu überführen. Die Apache-Lizenz verbietet nicht, Veränderungen oder Derivate anders zu lizenzieren. Die Apache Software-Lizenz 2.0 ist dementsprechend mit der GPL Version 3.0 kompatibel. Eine Kompatibilitätsübersicht zahlreicher Lizenzen bietet das GNU-Projekt. Dieses gibt Empfehlungen für die Wahl einer mit der GPL kompatiblen Lizenz.
Manche Lizenzen verbieten abgeleitete Werke, aus dem Grund eine Einschränkung hinzuzufügen, die es einem Redistributor verbietet, andere oder mehr Restriktionen einzuführen. Der Zweck solcher Klauseln ist das Verbieten des Weiterverteilens unter der GPL oder ähnlichen Copyleft-Lizenzen. Es gibt viele Beispiele für solche Lizenzen, wie die CDDL und die Ms-PL. Solche Restriktionen machen eine Lizenz immer inkompatibel mit der GPL.